# ديافاتوس (إماثيا)
ديافاتوس (Διαβατός) هي مدينة في إيماثيا في مقاطعة فوريا إلادا في اليونان.
يبلغ عدد سكانها حوالي 1273 نسمة.